# Scream (альбом)
Scream — одиннадцатый студийный альбом британского рок-музыканта Оззи Осборна, вышедший 22 июня 2010 года на лейбле Epic Records. Диск занял 12 место в UK Albums Chart и 4-е место в Billboard 200. Сингл «Let Me Hear You Scream» занял шестое место в американском Rock Songs.

## Об альбоме
Scream был записан в домашней студии Осборна, носящий название «The Bunker» в Лос-Анджелес, Калифорния Это первый студийный альбом без участия гитариста Закка Уайлда со времён студийного альбома No Rest for the Wicked 1988 года; вместо него в качестве гитариста задействован Костас «Gus G» Карамитроудис. Рабочее название диска «Soul Sucka» было изменено по решению Осборна, который учёл негативные отзывы от поклонников.
12 июня 2010 года во время игры Los Angeles Dodgers против Los Angeles Angels в г. Анахайм в рамках турнира MLB Осборн провел акцию призывая толпу кричать слово «Scream», как можно дольше и громче. Целью было установить рекорд для занесения в Книгу рекордов Гиннесса за самый громкий и самый длинный крик. Задача была успешно выполнена. Хотя официально уровень шума не был объявлен, на стадионе был побит предыдущий рекорд, установленный группой финских скаутов в 127,2 дБ Заработаные при этом средства были переданы в ThinkCure! для финансирования исследований рака. Также широкую огласку получила рекламная кампания, проведенная в музее мадам Тюссо в Нью-Йорке. Оззи неподвижно сидел на кушетке в одном из залов восковых фигур, а когда поклонники его творчества подходили к нему, чтобы сфотографироваться, Осборн резко вставал или просто пугал посетителей криком.
Для раскрутки альбома 15 июня 2010 было выпущено загружаемое дополнение к компьютерной игре Rock Band содержащее три композиции из альбома и три предыдущих хита:
«Let Me Hear You Scream»
«Soul Sucker»
«Diggin' Me Down» и
«I Don’t Wanna Stop»
«Crazy Babies»
«No More Tears» соответственно.
В поддержку альбома проводилось турне под названием — Scream World Tour. В рамках тура Оззи посетил и Россию, дав концерты в Санкт-Петербурге и Москве. Сет-лист состоял из композиций Black Sabbath, сольного творчества Оззи Осборна, из нового альбома была исполнена только песня «Let Me Hear You Scream».
5 октября 2010 года была выпущена 2-х дисковая версия альбома «Tour Edition». Эта версия включает оригинальный альбом на первом диске и второй диск с дополнительными композициями.
- «One More Time» — ранее доступная только при предварительном заказе альбома на iTunes
- «Jump the Moon» — дополнительный трек на японском издании
- «Hand of the Enemy» — ранее не издававшаяся, записана во время подготовки к записи альбома Scream.

Диск содержит также 4 концертных записи, сделанных во время турне «Scream» по Англии:
- «Bark at the Moon»
- «Let me Hear You Scream»
- «No More Tears»
- «Fairies Wear Boots» (кавер версия).

Также выпущена виниловая версия в которой наряду с вышеуказанными студийными записями присутствуют:
- «Let Me Hear you Scream» (концертная версия)
- «Life Won’t Wait» (версия с сингла)

В издание входит видео на песню «Let Me Hear You Scream», фильм о съемках клипа и о том, как создавался альбом «Scream».

## Реакция
| Совокупная оценка       | Совокупная оценка |
| Источник                | Оценка            |
| ----------------------- | ----------------- |
| Metacritic              | 63/100            |
| Оценки критиков         |                   |
| Источник                | Оценка            |
| AllMusic                | [ 8 ]             |
| BBC Music               | (mixed)           |
| The Daily Telegraph     | [ 10 ]            |
| Entertainment Weekly    | B                 |
| IGN                     | 7.7/10            |
| PopMatters              | [ 13 ]            |
| Rolling Stone           | [ 14 ]            |
| Ultimate Guitar Archive | [ 15 ]            |

Альбом получил в целом положительные отзывы, средняя оценка на Metacritic — 63/100.

## Let Me Hear You Scream
На песню «Let Me Hear You Scream» был снят клип известным шведским режиссёром Юнасом Окерлундом. Композиция «Let Me Hear You Scream» вместе с «Crazy Train» использована в игре Madden NFL 11. «Let Me Hear You Scream» достигла первого места в Mainstream Rock Tracks. CBS использовало композицию «Let Me Hear You Scream» в своем телевизионном шоу Место преступления Нью-Йорк.
Режиссёром видео к синглу «Life Won’t Wait» выступил сын Осборна — Джек.

## Список композиций
| №   | Название                 | Длительность |
| --- | ------------------------ | ------------ |
| 1.  | «Let It Die»             | 6:06         |
| 2.  | «Let Me Hear You Scream» | 3:25         |
| 3.  | «Soul Sucker»            | 4:34         |
| 4.  | «Life Won’t Wait»        | 5:06         |
| 5.  | «Diggin’ Me Down»        | 6:03         |
| 6.  | «Crucify»                | 3:29         |
| 7.  | «Fearless»               | 3:41         |
| 8.  | «Time»                   | 5:31         |
| 9.  | «I Want It More»         | 5:36         |
| 10. | «Latimer’s Mercy»        | 4:27         |
| 11. | «I Love You All»         | 1:04         |

### 2-й диск редакции’Tour Edition'
| №  | Название                                                                                          | Автор(ы)                                                   | Длительность |
| -- | ------------------------------------------------------------------------------------------------- | ---------------------------------------------------------- | ------------ |
| 1. | «Hand of the Enemy» (ранее не издававшаяся, записана во время подготовки к записи альбома Scream) | Осборн, Чурко, Уэйкман                                     | 3:41         |
| 2. | «One More Time» (ранее доступная только при предварительном заказе альбома на iTunes)             | Осборн, Чурко                                              | 3:07         |
| 3. | «Jump the Moon» (дополнительный трек на японском издании)                                         | Осборн, Чурко                                              | 2:54         |
| 4. | «Bark at the Moon» (live)                                                                         | Осборн                                                     | 4:29         |
| 5. | «Let Me Hear You Scream» (live)                                                                   | Осборн, Чурко                                              | 3:25         |
| 6. | «No More Tears» (live)                                                                            | Осборн, Зак Вайлд, Майк Инез, Рэнди Кастилло, Джон Пурделл | 7:18         |
| 7. | «Fairies Wear Boots» (live)                                                                       | Осборн, Тони Айомми, Гизер Батлер, Билл Уорд               | 6:35         |

Диск также содержит видео «Let Me Hear You Scream», процесс снятия клипа «Let Me Hear You Scream» и процесс записи «Scream»

## Участники записи
- Вокал: Оззи Осборн
- Гитара: Костас «Gus G» Карамитрудис
- Бас-гитара: Роб Николсон
- Клавишные: Адам Уэйкман
- Ударные: Кевин Черко

## Позиции в чартах
| Чарты (2010)                | Пиковая позиция |
| --------------------------- | --------------- |
| Australian Albums Chart     | 11              |
| Austrian Albums Chart       | 9               |
| Belgian Ultratop (Wallonia) | 49              |
| Belgian Ultratop (Flanders) | 79              |
| Canadian Albums Chart       | 4               |
| Czech Republic Albums Chart | 2               |
| Danish Albums Chart         | 18              |
| Dutch Albums Chart          | 57              |
| Finnish Albums Chart        | 3               |
| French Albums Chart         | 49              |
| German Albums Chart         | 7               |
| Greek Albums Chart          | 1               |
| Hungarian Albums Chart      | 10              |
| Italian Albums Chart        | 29              |
| Japanese Albums Chart       | 11              |
| Mexican Albums Chart        | 60              |
| New Zealand Albums Chart    | 6               |
| Norwegian Albums Chart      | 5               |
| Polish Albums Chart         | 3               |
| Spanish Albums Chart        | 77              |
| Swedish Albums Chart        | 3               |
| Swiss Albums Top 100        | 8               |
| UK Albums Chart             | 12              |
| US Billboard 200            | 4               |
| US Rock Albums              | 1               |
| US Hard Rock Albums         | 1               |
| US Digital Albums           | 5               |

### Годовые чарты
| Chart (2010)     | Position |
| ---------------- | -------- |
| US Billboard 200 | 154      |